# Кабурлы (Колосовский район)
Кабурлы — деревня в Колосовском районе Омской области. В составе Чапаевского сельского поселения.

## История
В 1928 году состояло из 44 хозяйств, основное население — русские. В составе Мясниковского сельсовета Евгащинского района Тарского округа Сибирского края.

## Население
| 1926 | 2010 |
| ---- | ---- |
| 227  | ↘184 |